# 1956年コルチナ・ダンペッツオオリンピックの日本選手団
1956年コルチナ・ダンペッツオオリンピックの日本選手団（1956ねんコルチナ・ダンペッツオオリンピックのにほんせんしゅだん） は、1956年1月26日から2月5日まで開催された1956年コルチナ・ダンペッツオオリンピック（冬季）の日本選手団、およびその競技結果。選手所属は1956年当時のもの。

## 概要
- 人員:　選手　10人、役員　7人
- 結団式：1月9日
- 解団式：3月6日

## メダル獲得者

### 銀メダル
- 猪谷千春（アルペンスキー男子回転）

## 種目別選手、スタッフ名簿および成績

### スキー
監督：野崎彊

コーチ：久慈庫男（北海道炭鉱汽船）

- 吉沢広司（同和鉱業）
  - ジャンプ純飛躍 13位（205.0）
- 佐藤耕一（クローバー・バター）
  - ジャンプ純飛躍 39位（178.5）
  - ノルディック複合個人 33位（384.09）
- 宮尾辰男（日本曹達）
  - クロスカントリー男子15km 48位（56分59秒0）
  - クロスカントリー男子30km 28位（1時間55分40秒）
  - クロスカントリー男子50km 25位（3時間25分47秒）
- 猪谷千春（ダートマス大）
  - アルペンスキー男子回転 銀メダル（3分18秒7）
  - アルペンスキー男子大回転 11位（3分15秒6）
  - アルペンスキー男子滑降 転倒棄権
- 杉山進（長野電鉄）
  - アルペンスキー男子回転 33位（4分17秒0）
  - アルペンスキー男子大回転 47位（3分40秒8）
  - アルペンスキー男子滑降 33位（3分39秒1）

### スケート
監督：南洞邦夫

- 浅坂武次（立大）
  - スピードスケート男子500m 22位（43秒1）
  - スピードスケート男子1500m 21位（2分15秒4）
  - スピードスケート男子5000m 28位（8分23秒6）
  - スピードスケート男子10000m 22位（17分35秒3）
- 五味芳保（早大）
  - スピードスケート男子1500m 39位（2分19秒2）
  - スピードスケート男子5000m 27位（8分22秒2）
  - スピードスケート男子10000m 28位（17分35秒9）
- 竹村晋吉（日大）
  - スピードスケート男子500m 11位（42秒2）
  - スピードスケート男子1500m 36位（2分18秒3）
- 高林清高（増沢工業）
  - スピードスケート男子500m 30位（43秒6）
- 堀吉孝（富士製鐵）
  - スピードスケート男子500m 17位（42秒8）
  - スピードスケート男子1500m 23位（2分15秒9）
  - スピードスケート男子5000m 46位（8分53秒5）

視察員：長谷川章夫（浅野中出）

視察員：小西健一（明治鉱業）

### 本部役員
団長：竹田恒徳

団長秘書：佐藤与市郎